# Còdex d’Ordinacions de les Valls d’Àneu

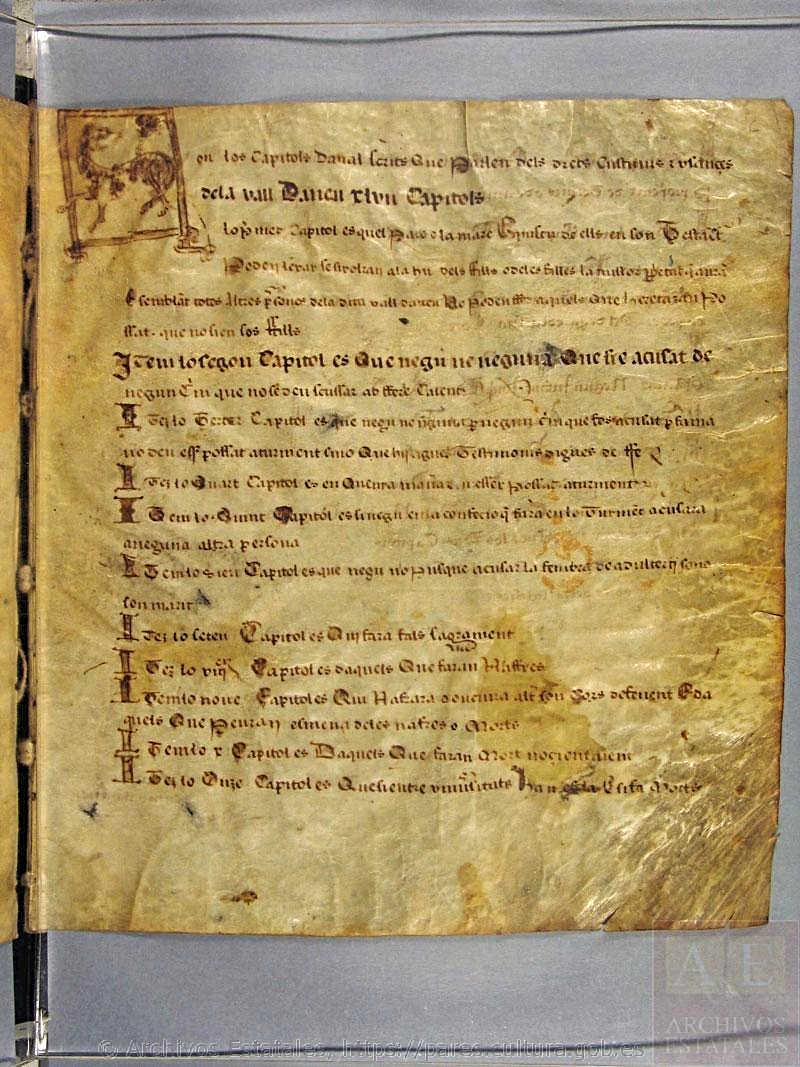
Pàgina del Llibre de privilegis de la Val d'Àneu (ca. 1500), document relacionat amb els costums i drets recollits al Còdex d'ordinacions de la Vall d'Àneu.

El Còdex d’Ordinacions de les Valls d’Àneu és un conjunt de disposicions legals redactades entre 1337 i 1424 a la Vall d’Àneu, al Pirineu català. Aquest document és el primer text jurídic europeu que aborda específicament la persecució de la bruixeria. Tot i els danys ocasionats per un incendi al segle xv, el còdex va sobreviure miraculosament i es conserva com una peça clau per comprendre la legislació medieval relacionada amb el fenomen de la bruixeria.

## Context històric
Durant la Baixa Edat Mitjana, Catalunya vivia un període de crisis marcades per la Pesta Negra, conflictes armats i tensions religioses. Aquest context va generar un clima de por i incertesa que sovint desembocava en la cerca de caps de turc, com ara, les suposades bruixes.
La Vall d’Àneu, una regió muntanyosa i aïllada, estava regida per un sistema legal propi que combinava elements del dret civil i eclesiàstic. El 1424, sota el govern del comte Arnau Roger IV de Pallars Sobirà, es van promulgar les Ordinacions d’Àneu, un conjunt de normes centrades en la regulació de delictes vinculats a la bruixeria. El text va ser redactat al castell de València d’Àneu pel comte i els prohoms del territori, una assemblea d’homes poderosos.
| «                    | Primerament stablim i ordonam: si d'aquí avant serà atrobat que hom o fembra de la dita vayll vaja ab les bruxes de nit al boch de Biterna; e aquel farà homenatge prenentlo per Senyor; renegant lo nom de Déu i no res menys: que pomarà o matarà infants petits de nit o de dia; e darà gatirnons o bruxols; e axí mateyx darà metzines; que tal hom o fembra qui semblants delictes cometrà perda lo cors e tots sos béns, axí setis com mobles, sien confiscats al Senyor; lo cors sie executat en aquesta manera: que com la sentència serà donada per la dita Cort; que perda cors e béns: que lo delat sie mes en una sàrria bé ligat; en aprés la dita sàrria sie ligada a la coha d'una bèstia e sia stiraçat fins al loch hont se farà la justícia: e aquí sia mes al foch e del seu cors feta polvera. | En primer lloc, establim i ordenem que, si a partir d’ara es troba que un home o una dona de la dita vall vaga amb les bruixes de nit al lloc de Biterna, i fa homenatge prenent-lo com a senyor, renunciant al nom de Déu, i no només això, sinó que pren o mata infants petits de nit o de dia, i dona talismans o objectes per fer mal, així com verins, que aquesta persona (home o dona) que cometi aquests delictes perdi el cos i tots els seus béns, tant els mobles com els immobles, que siguin confiscats pel senyor. El seu cos serà executat d’aquesta manera: quan la sentència sigui dictada pel tribunal, es perdran el cos i els béns de la persona acusada. Primerament, es posarà en un sac ben lligat, i després el sac serà lligat a la cua d’una bèstia i arrossegat fins al lloc on es farà la justícia; allà serà cremat i del seu cos en faran pols. | » |
| — Comtes de Pallars, | | |   |

Aquestes Ordinacions formen part del Còdex d’Ordinacions i es consideren un precedent jurídic a Europa en la persecució de la bruixeria, avançant-se a textos posteriors com la butlla Summis desiderantes affectibus (1484) o el Malleus Maleficarum (1487).

## Contingut de les Ordinacions
Les Ordinacions d’Àneu inclouen 15 capítols. Els primers capítols defineixen els crims associats als considerats com a delictes de bruixeria i les penes corresponents, mentre que els restants detallen els procediments judicials i la recopilació de proves. Entre els delictes destacats s'inclouen:
1. Associació amb el Boc de Biterna: la figura demoníaca coneguda com el Boc de Biterna es considerava la personificació del mal absolut. Aquelles persones acusades de rendir-li culte, abandonar la fe cristiana i cometre delictes com ara l'infanticidi, la fabricació de verins o altres actes considerats malèfics, eren condemnades a ser executades a la foguera.
2. Rendició d’homenatge sense crims associats: tot i que no es cometessin actes criminals, l'adoració al Boc i l'abandó de la fe cristiana eren castigats amb la mateixa pena que el delicte anterior, és a dir, l'execució a la foguera.[1]
3. Provocar tumors de gola:[7] es castigava amb la pèrdua dels béns i l’execució, però el mètode era a discreció de l’autoritat.[1]
4. Fabricació de metzines: l’elaboració de remeis herbaris, fins i tot amb finalitats curatives, podia ser considerada bruixeria. La pena era la mort mitjançant la foguera.
5. Maleficis o metzines sota el llindar de la porta: col·locar ungüents o bravateges malèfics a les portes d'altres persones era considerat menys greu, però també es castigava amb pèrdua de béns i execució.
6. Rituals per impedir la unió matrimonial: els maleficis per impedir el matrimoni o la relació conjugal comportaven l'escarni públic i l'amputació de la llengua.[1]

Els procediments incloïen l’arrest immediat de les persones sospitoses, la tortura per obtenir confessions i la confiscació de béns, un incentiu que sovint motivava acusacions per interessos econòmics. Això va provocar que el 1591 es redactesin unes segone Ordinacions per tal de resoldre la problemàtica de les confiscacions sobretot quan l'acusada era pubilla. Així, a les noves Ordinacions s'estableix un preu fix en comptes de la confiscació dels bens de l'acusada.

## Impacte i repercussions
En un context de creixent ansietat social i religió institucionalitzada, les Ordinacions d’Àneu van tenir un impacte significatiu a Catalunya i van legitimar la persecució de persones acusades de pràctiques herètiques, especialment dones. A més, van establir un antecedent per a la legislació posterior relacionada amb la bruixeria, més enllà també del territori català.
Catalunya es troba entre els territoris pioners en la persecució de la bruixeria, amb una regulació més precoç que altres regions d’Europa. La figura de la bruixa estava carregada d'estereotips de gènere, utilitzada sovint per controlar dones que no s'ajustaven a les normes socials.
El 2024 es van commemorar els 600 anys de la promulgació de les Ordinacions d’Àneu, amb actes organitzats per institucions acadèmiques i culturals com l'Institut de Recerca de Cultures Medievals de la Universitat de Barcelona i el Consell Cultural de les Valls d’Àneu.